# Ницьк (Вармінсько-Мазурське воєводство)
Ницьк (пол. Nick) — село в Польщі, у гміні Лідзбарк Дзялдовського повіту Вармінсько-Мазурського воєводства.
Населення — 170 осіб (2011).
У 1975-1998 роках село належало до Цехановського воєводства.

## Демографія
Демографічна структура станом на 31 березня 2011 року:
|          | Загалом | Допрацездатний вік | Працездатний вік | Постпрацездатний вік |
| -------- | ------- | ------------------ | ---------------- | -------------------- |
| Чоловіки | 85      | 28                 | 46               | 11                   |
| Жінки    | 85      | 24                 | 36               | 25                   |
| Разом    | 170     | 52                 | 82               | 36                   |